# Кечіеті
Кечіеті (груз. კეჭიეთი) — село в Грузії.
За даними перепису населення 2014 року в селі проживає 78 осіб.